# 邁寧根日報
《邁寧根日報》（德語：Meininger Tageblatt），是德國邁寧根和邁寧根老區的日報。每日銷量為8971份。
該報的出版商和編輯是邁寧根媒體公司，邁寧根媒體公司和編輯團隊均設在邁寧根，報紙由維爾茨堡-赫歇爾霍夫的一家印刷廠印刷，其與蘇爾的日報《自由詞報》有編輯合作。而《邁寧根日報》、《自由詞報》和《南圖林格報》共同擁有一個圖林根州南部聯合網站。

## 歷史

### 創刊及停刊
《邁寧根日報》是由加多父子出版社在1849年7月2日創刊，《邁寧根日報》的第一版逢每週出版3次。在隨後的幾十年裡，該報紙成為薩克森-邁寧根公國最廣泛閱讀的報紙。1863年，該報的規模擴大，從那時起，除星期日和公眾假期外，每一工作天都會出版報紙。同時，該報成為邁寧根和公國的指標。1867年，出版商赫爾曼·馬爾巴赫接管了這家報紙，其家族一直延續著《邁寧根日報》直到1936年。在1874年邁寧根火災中，出版社被完全摧毀。新大樓的落成典禮於1875年8月7日在同一地點舉行。
從1879年起，報紙每天出版，包括星期日和公眾假期。1889年，格式最初擴大到29x41厘米，1891年擴大到35x53厘米。1890年，第一個多色廣告插頁和圖形問世。1903年，圖片和娛樂增刊緊隨其後。1914年，現代輪轉印刷機接管了印刷，每小時生產5000份報紙。之後國家社會主義德國工人黨在1933年上台後，大部分德國的獨立日報被禁止，而《邁寧根日報》在1936年9月30日也被迫停刊。希特拉政權垮台後，邁寧根處於蘇聯佔領區，從1949年起位於東德所有的報紙不可能再以當初的形式復刊。

### 復刊

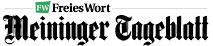
《邁寧根日報》2003年至2016年的標誌。

1989至1990年秋季，東德授予新聞自由後，記者齊格弗里德·赫爾佐格在1990年2月20日重新創立《邁寧根日報》，《邁寧根日報》成為圖林根州第一家複興的免費日報，並立即吸引了大量讀者。第一任主編是烏爾里希·盧茨。從1990年2月20日到2001年5月31日的出版商是邁寧根廣告、新聞和銷售協會，董事總經理是齊格弗里德·赫爾佐格和伯恩德·沙亨邁爾。
邁寧根媒體公司成立於2001年6月1日，從此其負責出版《邁寧根日報》。與此同時，2002年12月，《邁寧根日報》與邁寧根本地報紙《自由詞報》合併並在這兩家報紙上出版了相同的邁寧根本地版。兩家報紙自2003年1月以來的編輯合作一直在進行，其中包括相互轉移印刷和在線領域的文章和整頁，以及最初以《自由詞報／邁寧根日報》的名義聯合製作報紙。與此同時，在邁寧根老區與邁寧根地方分部一起出版的主要版本的《自由詞報》也被中止了。 2003年4月，更名為《FW邁寧根日報》。
自2016年4月1日起，該報的名稱再次成為《邁寧根日報》。該報紙於1990年至2010年在巴特基辛根附近的努德林根印刷（直到2005年採用柏林格式，然後採用萊茵格式），並於2010年至2017年在愛爾福特印刷中心印刷。自2017年4月以來，《邁寧根日報》在維爾茨堡生產。
2020年1月24日，邁寧根人民大廈舉行《邁寧根日報》復刊30週年紀念，德國聯邦財政部議會國務秘書莎拉·里格萊夫斯基贈送了95歐元的「新聞自由特別郵票」給《邁寧根日報》復刊人齊格弗里德·赫爾佐格，以表揚他對新聞自由和出版自由的貢獻。